# Mariä Himmelfahrt (Arnoltice)
Die Kirche Mariä Himmelfahrt ist eine Kirche in der nordböhmischen Gemeinde Arnoltice (deutsch Arnsdorf) im Okres Děčín. Sie ist der Himmelfahrt Mariens geweiht.

## Geschichte

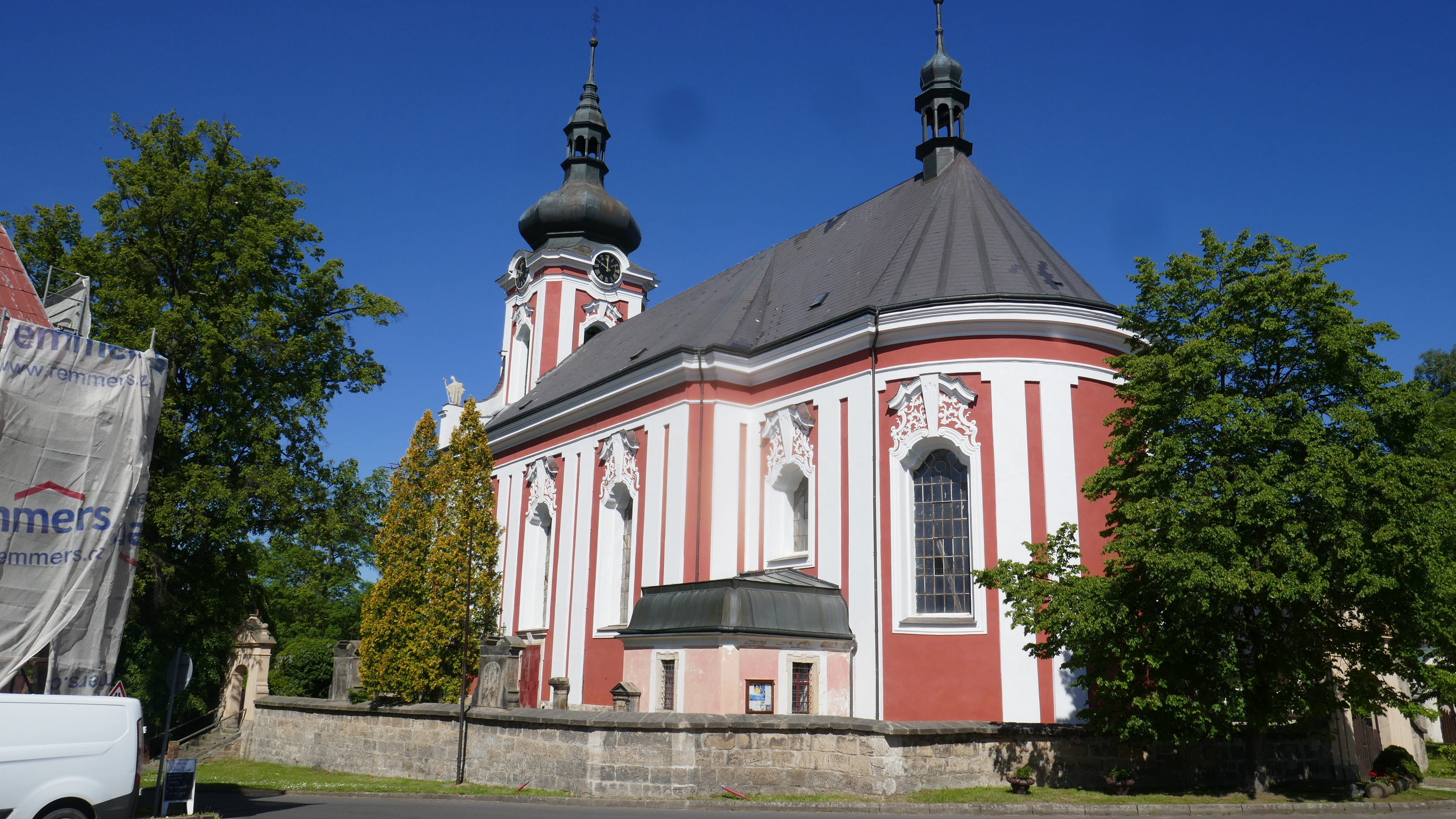
Die Kirche Mariä Himmelfahrt in Arnoltice

Die schon in der ersten Hälfte des 13. Jahrhunderts gegründete Pfarrei Mariä Himmelfahrt zählt zu den ältesten Pfarreien in der Region. Arnoltice fungierte dabei als Kirchort für eine ganze Reihe umliegender Gemeinden, darunter Labská Stráň (Elbleiten), Janov u Hřenska (Jonsdorf), Bynovec (Binsdorf).
Im gotischen Kirchenbau wirkten im Zuge der Reformation zwischen 1562 und 1624 lutherische Pastoren. Infolge des 
Dreißigjährigen Krieges war die Pfarrei längere Zeit unbesetzt und wurde erst 1647 erneuert.
Der alte Kirchenbau wurde zwischen 1756 und 1758 durch einen spätbarocken einschiffigen Neubau nach einem Entwurf des Baumeisters Johann Wenzel Kosch ersetzt. An die rechteckige Grundfläche (42,5 Meter × 17,5 Meter) schließt sich im Westen der Kirchturm an. Der Altarraum hat an der Ostseite einen halbkreisförmigen Abschluss. Der umgebende Friedhof wurde 1764 mit einem Kreuzweg mit 14 Stationen entlang der Friedhofsmauer versehen.
Ein Großbrand zerstörte am 1. November 1906 die Kirche, die benachbarte Pfarrei samt Archiv und zahlreiche weitere Gebäude des Ortes. Der Brand brach aus, da vergessen wurde, die Kerzen in der Kirche zu löschen.
Zwar erfolgte schon 1907 der Wiederaufbau der Kirche, die verlorengegangene barocke Ausstattung (u. a. Johannesaltar von 1761) konnte jedoch nicht gleichwertig ersetzt werden. Erhalten blieb ein barocker Plattengrabstein, der an der Südwand der heutigen Kirche eingemauert ist. Die neue Ausstattung der Kirche erfolgte im Pseudobarockstil und wurde teilweise von der Familie Clary-Aldringen, den Grundherren der Region, zur Verfügung gestellt. Hoch- und Seitenaltar, Kanzel und Altarbild stammen aus einer Kapelle der Familie in Venedig. Die neu eingebaute Orgel stammte aus der Werkstatt von Franz Josef Swoboda.
Eine Renovierung der Kirche erfolgte 1959. Gleichwohl setzte in den folgenden Jahren ein schleichender Verfall ein. Zwischen 1995 und 2014 erfolgten weitere grundlegende Sanierungsarbeiten.
Die Kirche ist seit 1966 ein geschütztes Kulturdenkmal.

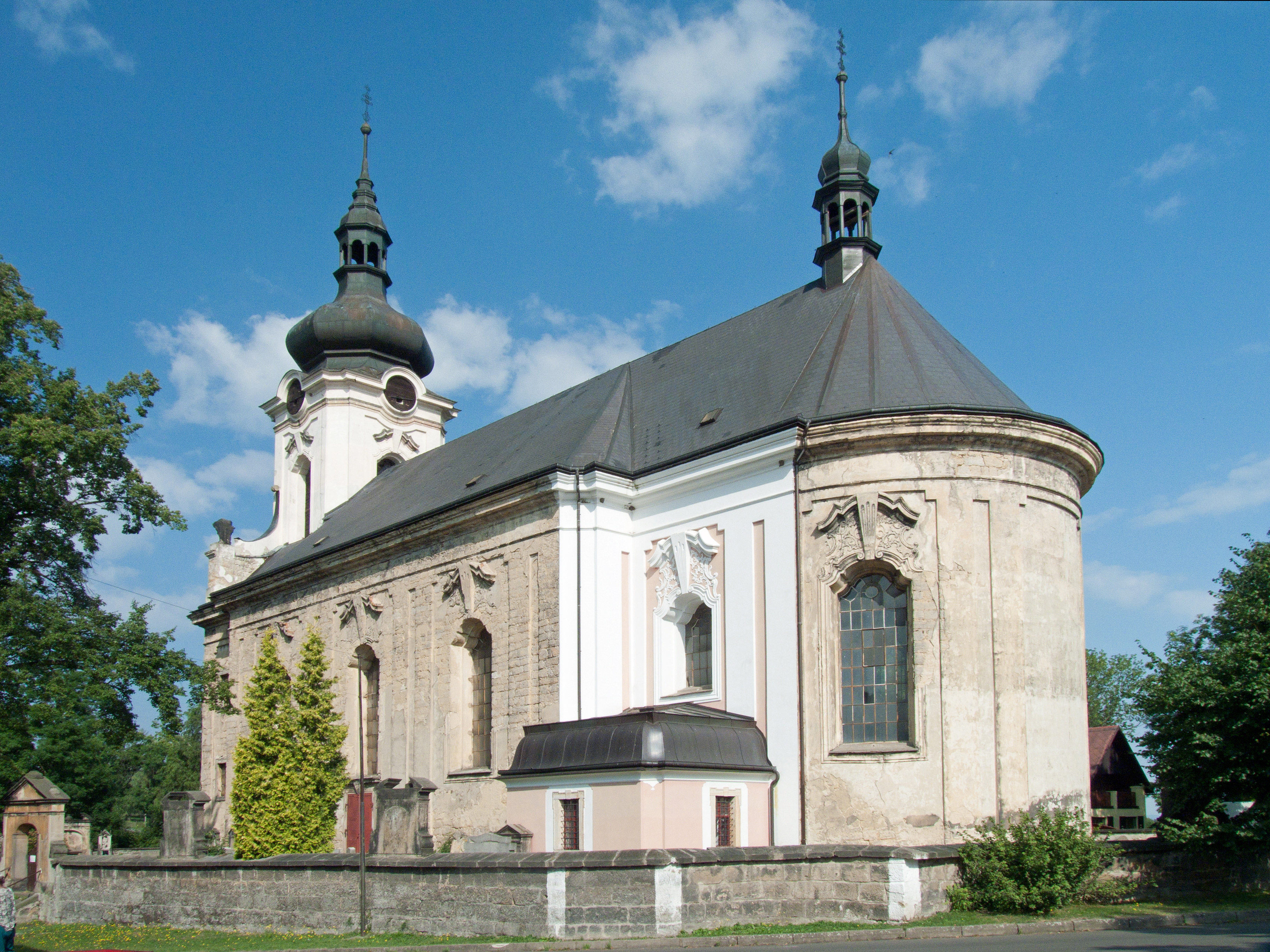
Die Kirche vor der letzten Sanierung der Fassade (Foto von 2010)
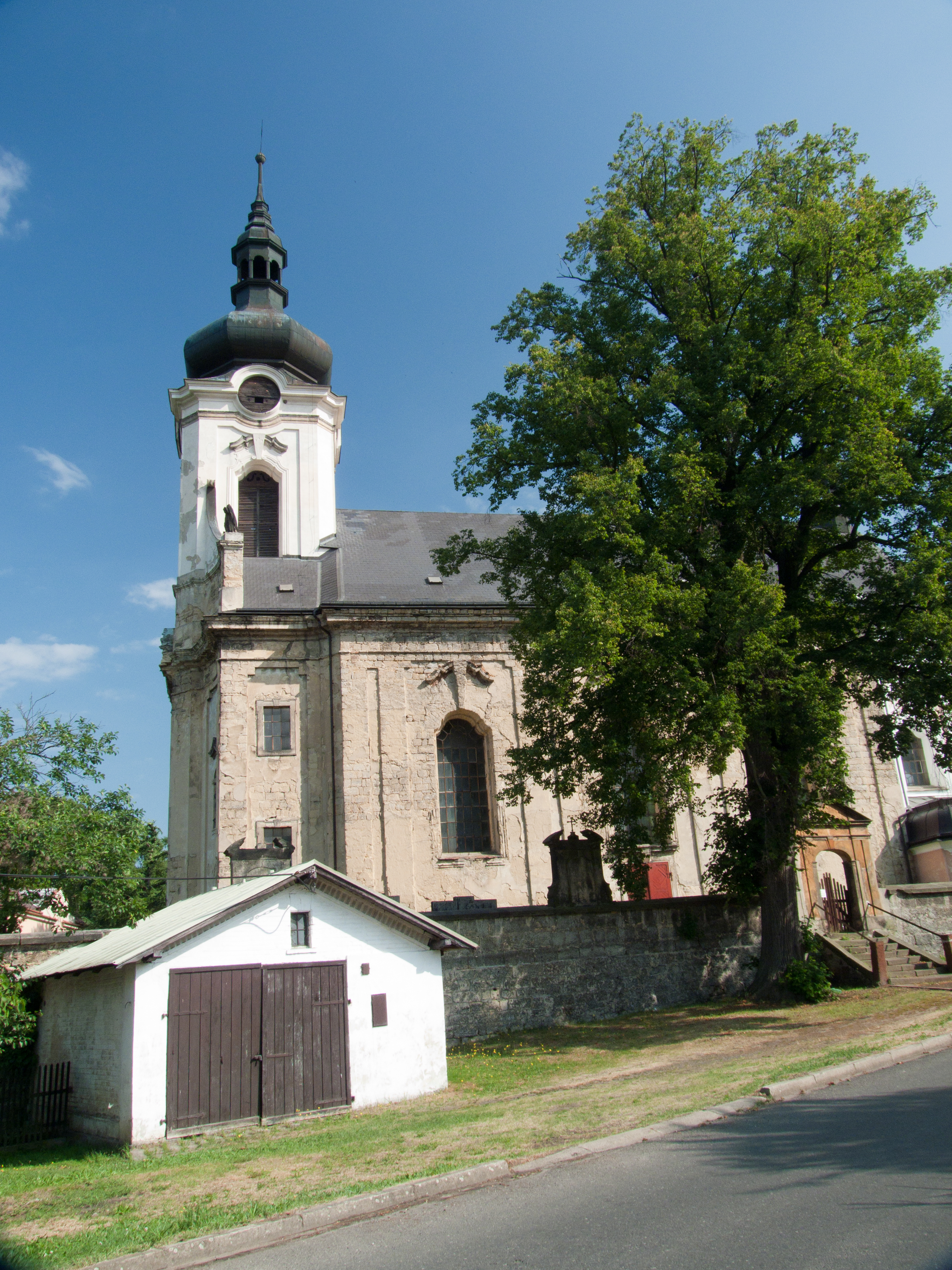
Blick auf den Kirchturm (Zustand vor Sanierung der Fassade, Foto 2010)
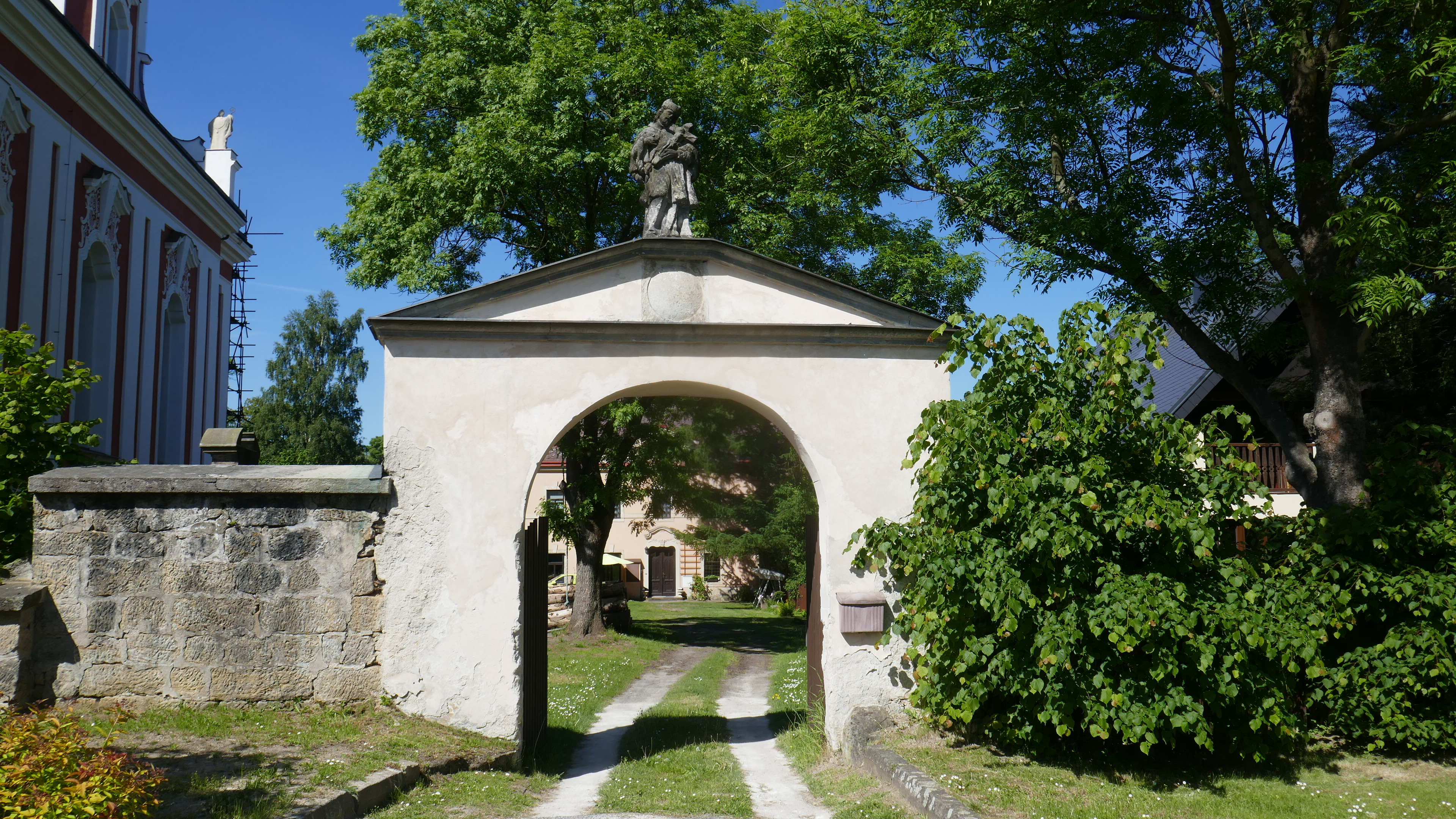
Zugangstor zum neben der Kirche befindlichen Pfarrhaus
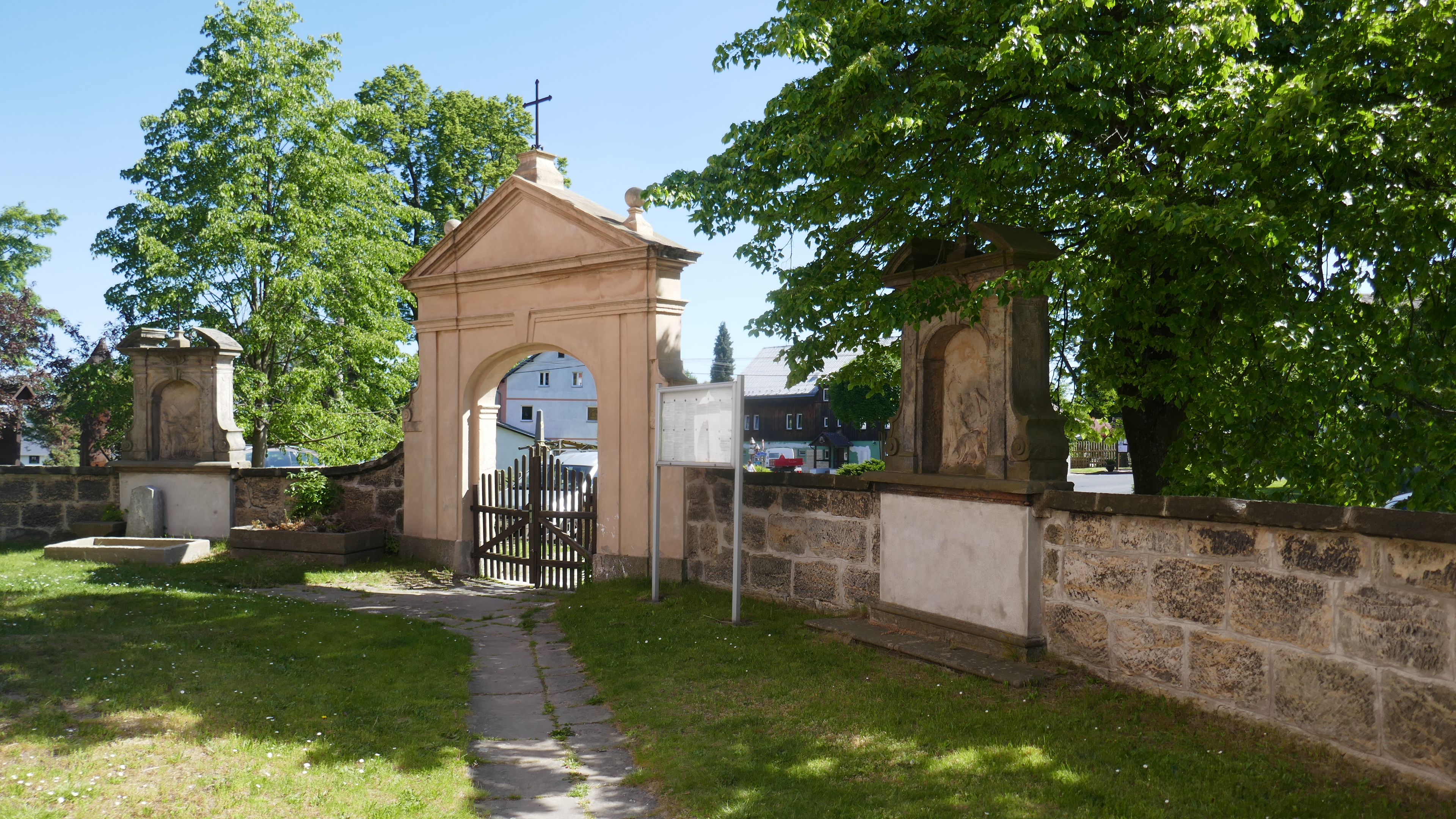
Zugangstor zum Friedhof mit zwei Stationen des Kreuzweges
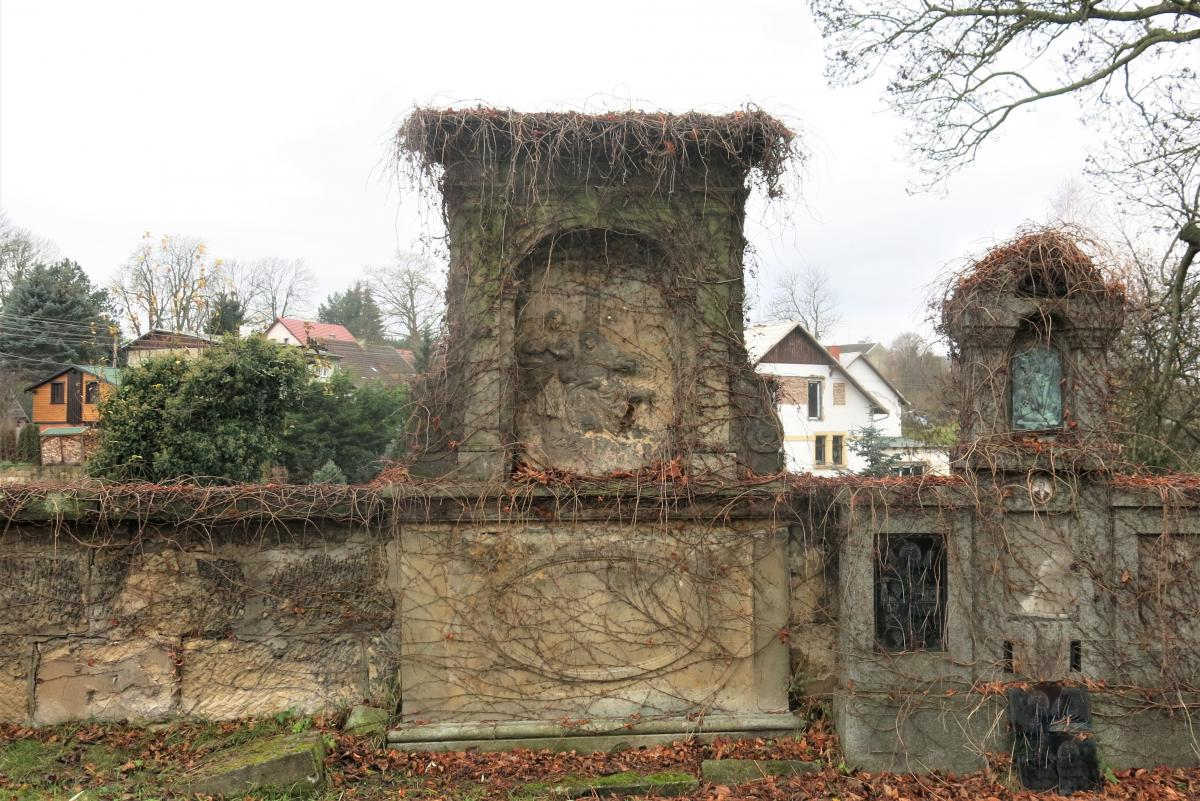
Kreuzwegstation und historischer Grabstein